# Шнеерсон, Бен-Цион
Бен-Цион Шнеерсон (Бенци́ен, или Бенцио́н Абра́мович, Шне́ерсон; 1896, Кишинёв, Бессарабская губерния — 6 января 1977, Тель-Авив) — кишинёвский раввин, глава хасидского направления Хабад в Бессарабии.
Внук нежинского ребе Исроэла-Ноеха Шнеерсона, правнук 3-го любавического ребе Менахема-Мэндла Шнеерсона, шурин 6-го любавического ребе Йосефа-Ицхока Шнеерсона, дядя ребецн 7-го любавического ребе Менахем-Мэндла Шнеерсона.

## Биография
Родился в семье потомственного почётного гражданина, раввина Абрама Израилевича Шнеерсона (1860—1937) и его жены Йохле (Йохевед) Шаевны Шайберг. Авром Шнеерсон происходил из потомственной раввинской семьи и приходился внуком третьему любавическому ребе Менахему-Мендлу Шнеерсону, известному по названию своего основного трактата как Цемах Цедек (1789—1866). Родившийся в Нежине Авром Шнеерсон поселился в Кишинёве сразу же после женитьбы и возглавил хасидское направление Хабад в городе. Когда его отец, сын Цемах-Цедека и первый ребе Хабада нежинского толка (так называемый Хабад-Нежин) Исро́эл-Но́ех Шне́ерсон (Нежинский цадик, 1816—1883) умер, приверженцы нежинского ответвления Хабада обратились к его сыну раввину Аврому Шнеерсону из Кишинёва с просьбой возглавить движение став новым ребе, на что он не дал согласия. Хабад-Нежин остался без ребе, а Авром Шнеерсон продолжил руководить общиной в Кишинёве. После его смерти хабадских хасидов города возглавил его сын Бенциен Шнеерсон.
Бенциен Шнеерсон обучался в известной кишинёвской ешиве Цирельсона и был рукоположён в раввинское звание самим главным раввином Бессарабии Идэ-Лейбом Цирельсоном. Его сестра Нехама-Дина Шнеерсон (1882—1971) в 1897 году вышла замуж за шестого любавического ребе Йосеф-Ицхок Шнеерсона и, став ребецн, покинула Кишинёв. Таким образом, Бенциен Шнеерсон приходился дядей ребецн Хае-Мушке — жене последнего Любавического ребе Менахема-Мендла Шнеерсона.
После присоединения Бессарабии к СССР в 1940 году Бенцион Шнеерсон работал бухгалтером в Кишинёве, а после окончания Великой Отечественной войны в 1945 году вместе с женой уехал в подмандатную Палестину и поселился в Тель-Авиве, где вновь посвятил себя религиозной деятельности. До конца 1960-с годов он несколько раз посещал любавического ребе Менахем-Мэндла в его бруклинской резиденции. Раввин Бенцион Шнеерсон умер в Тель-Авиве в 1977 году. Его жена Циля Шнеерсон умерла 29 декабря 2005 года там же.